# Nordlig brunbagge
Nordlig brunbagge (Xylita laevigata) är en skalbaggsart som först beskrevs av Hellenius 1786.  Nordlig brunbagge ingår i släktet Xylita, och familjen brunbaggar. Arten är reproducerande i Sverige.